# Ke (unidad)
El ke (Chino pinyin: kè) es una unidad china tradicional de tiempo decimal que dura aproximadamente un cuarto de una hora occidental. Tradicionalmente el ke divide un día en cien intervalos iguales de 14.4 minutos (14 min 24 s). El ke es equivalente al centidía (cd), un prefijo de una unidad que no pertenece al sistema SI. En forma literal el ke significa 'marcar' o 'cortar', y es parte del sustantivo Kedu que se refiere a marcas talladas en los dispositivos de medición.
Junto con el ke, los antiguos chinos medían el tiempo con horas dobles (tradicional 時辰, simplificado 时辰, pinyin shíchen) también denominados "turnos". Debido a que no es posible dividir 12 horas dobles en 100 ke en forma uniforme, cada ke fue subdividido en 60 fen (分; pinyin fēn).
Hubo varios intentos de redefinir el ke en 96, 108, o 120 de forma de poder dividir en forma uniforme las 12 horas dobles. Durante la dinastía Qing por la época en que llegaron los misioneros jesuitas, la duración del ke había sido redefinida a un noventa y seis avo (1/96) de un día, o exactamente un cuarto de hora occidental. En la actualidad ke es el término estándar chino para denominar al cuarto de hora. Además, en la actualidad el fen es utilizado para referirse a un lapso de tiempo que no es 1/60 del ke sino 1/60 de una hora, o sea 1 minuto.